# Route magistrale 25 (Serbie)
Pour les articles homonymes, voir M25 et Route 25.
La route magistrale 25 (en serbe : Државни пут ІВ реда број 25, Državni put IB reda broj 25 ; Магистрала број 25, Magistrala broj 25) est une route nationale de Serbie qui débute près de l'échangeur  Mali Požarevac de l'autoroute A1 passant par les villes serbes de Mladenovac et  Topola jusqu’à la ville de Kragujevac (Rocade de Kragujevac en projet).
À ce jour, elle ne comporte aucune section autoroutière (Voie Rapide en 2 x 2 voies).